# كود العبادل (تبن)

تعديل مصدري - تعديل

كود العبادل هي إحدى قرى عزلة الحوطة بمديرية تبن التابعة لمحافظة لحج، بلغ تعداد سكانها 176 نسمة حسب تعداد اليمن لعام 2004.